# 常绿植物

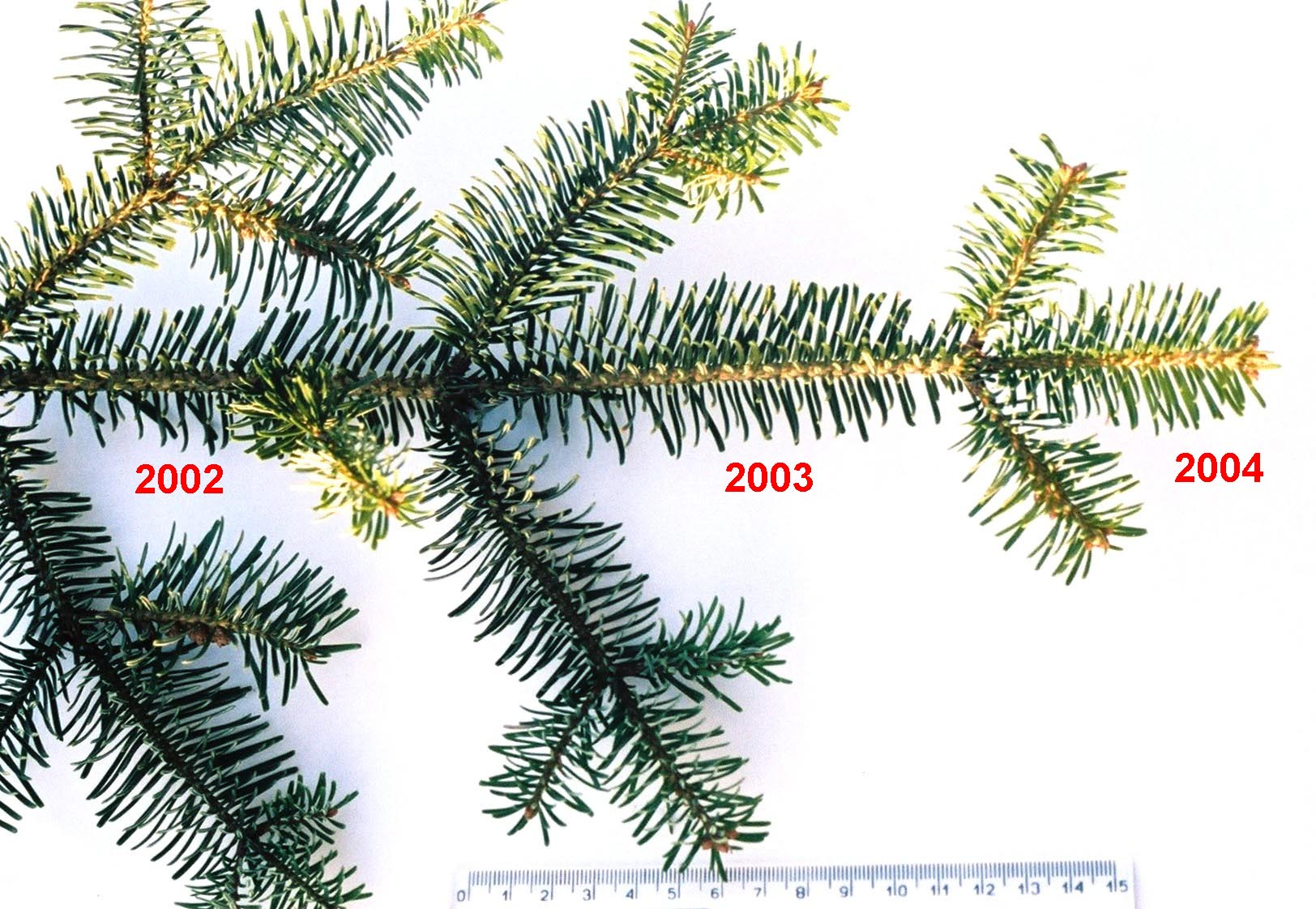

常绿植物在植物学中指的是一种全年保持叶片的植物，叶子可以在枝干上存在12个月或更多时间。与此相对的是落叶植物，落叶植物在一年中有一段时间叶片将完全脱落，枝干将变得光秃秃的没有叶子。
常绿植物的叶子只能存在一年多一点时间（老的叶子脱落不久以后，新的叶子就会长出），刺果松（Pinus longaeva）的葉子最长存在时间大约是40年。然而，很少有物种可以保持叶子存在超过5年的。
在热带地区，大多数雨林植物都是常绿的，随着叶片年龄增长和秋天的到来，一整年它们都在逐渐替换叶片，而生长在季节性干燥气候的物种既可能是常绿的也可能是落叶的。大多数温带气候下的植物也是常绿植物。但在寒冷气候下，几乎没有常绿植物，松柏科植物在这里占据了统治地位，这是因为拥有阔叶的常绿植物没有一个可以忍受-25℃低温的。

## 常綠種
有許多不同種類的常綠植物，包括喬木和灌木。常青樹包括：
- 大多數種類的針葉樹（例如松樹、鐵杉、藍雲杉和紅雪松），但不是全部（例如落葉松）
- 活橡樹、冬青樹和“古老的”裸子植物，如蘇鐵
- 大多數來自無霜氣候的被子植物，如桉樹和雨林樹木
- 苔蘚

一些植物的種名，拉丁文意思是“永遠綠色”，指的是植物的常綠性質，例如：
- 地中海柏木（Cupressus sempervirens）
- 貫月忍冬（Lonicera sempervirens）
- 北美紅杉（Sequoia sempervirens）

常綠植物的葉子壽命從幾個月到幾十年不等（例如刺果松超過 30 年）。